# دلووهی موست
دلووهی موست (به چکی: Dlouhý Most) یک منطقهٔ مسکونی در جمهوری چک است که در ناحیه لیبرتس واقع شده‌است. دلووهی موست ۴٫۴۴ کیلومتر مربع مساحت و ۷۹۲ نفر جمعیت دارد و ۴۹۵ متر بالاتر از سطح دریا واقع شده‌است.